# Abiatar e Sidônia
Abiatar e Sidônia (em georgiano:  აბიათარ და სიდონია, transl. Abiatar da Sidonia), segundo a tradição cristã ortodoxa, seriam os dois primeiros convertidos ao cristianismo por Santa Nino na Geórgia. Abiatar é descrito como um sacerdote judaico de Misqueta, descendente de Elias, convertido por Nino e suas companheiras junto de sua filha Sidônia. Após isto, teria participado na comunidade cristã, tomando parte na conversão de Meribanes III, que teria pedido a Abiatar para que lhe lesse o Antigo e o Novo Testamento após a cura miraculosa de Nana. Após Abiatar ler ao rei a história de Ninrode, convenceu‐o finalmente de converter‐se à fé cristã.
Abiatar e Sidônia são santos tradicionais da Igreja Ortodoxa Georgiana, e por ela são comemorados no dia 1 de outubro, junto dos reis Meribanes III e Nana. Basílio Bessarion inclui sua história em sua obra Os Santos da Geórgia.